# Liste des partis aux élections européennes de 2019 au Royaume-Uni
L' élection du Parlement européen de 2019 pour l'élection de la délégation du Royaume-Uni s'est tenue le 23 mai 2019. Il s'agissait des dernières élections au Parlement européen à se tenir avant le Brexit.
Seules les circonscriptions de Grande-Bretagne utilisaient la représentation proportionnelle à scrutin de liste, en Irlande du Nord est utilisé le système de vote unique transférable.

## Brexit Party
Le Brexit Party a été récemment fondé pour les élections au Parlement européen de 2019. Le 8 février 2019, le leader du parti Nigel Farage a déclaré qu'il se présenterait comme candidat du parti lors d'éventuelles futures élections au Parlement européen disputées au Royaume-Uni,. Les MEPs Steven Woolfe et Nathan Gill, également anciennement de l'UKIP, ont déclaré qu'ils représenteraient également le parti,.

### Angleterre du Sud-Est
Le Brexit Party avait une liste de 10 candidats pour les 10 sièges disponibles dans le sud-est de l'Angleterre. Les quatre premiers ont été élus.
| #  | Candidat                        | Candidat | Occupation                                                                | Élu |
| -- | ------------------------------- | -------- | ------------------------------------------------------------------------- | --- |
| 1  | Nigel Paul Farage               |          | MEP sortant depuis 1999 Ancien dirigeant de l'UKIP Leader du Brexit Party | ✔️  |
| 2  | Alexandra Lesley Phillips       |          | Ancien responsable des médias de l'UKIP                                   | ✔️  |
| 3  | Robert Andrew Rowland           |          | Businessman                                                               | ✔️  |
| 4  | Belinda Claire de Camborne Lucy |          | Activiste du Brexit                                                       | ✔️  |
| 5  | James Gilbert Bartholomew       |          | Journaliste                                                               | ❌  |
| 6  | Christopher Graham Ellis        |          | Homme d'affaires                                                          | ❌  |
| 7  | John Kennedy                    |          | Homme d'affaires                                                          | ❌  |
| 8  | Matthew Peter Taylor            |          | Homme d'affaires                                                          | ❌  |
| 9  | George Thomas Stahel Farmer     |          | Employé de fonds spéculatifs                                              | ❌  |
| 10 | Peter David Wiltshire           |          | Homme d'affaires                                                          | ❌  |

## Parti travailliste
Le Parti travailliste présentait des candidats dans toutes les circonscriptions de Grande-Bretagne.

### Angleterre du Sud-Est
Le Parti travailliste avait une liste de 10 candidats pour les 10 sièges disponibles dans le sud-est de l'Angleterre.
| #  | Candidat                   | Candidat | Occupation                                                            | Élu |
| -- | -------------------------- | -------- | --------------------------------------------------------------------- | --- |
| 1  | John Howarth               |          | MEP sortant depuis 2017                                               | ✔️  |
| 2  | Cathy Shutt                |          | Enseignant universitaire et chercheur                                 | ❌  |
| 3  | Arran Richard Neathey      |          | Membre du conseil municipal de Runnymede                              | ❌  |
| 4  | Emma Christina Turnbull    |          | Membre du Oxfordshire County Council                                  | ❌  |
| 5  | Rohit K. Dasgupta          |          | Universitaire et membre du Newham London Borough Council              | ❌  |
| 6  | Amy Lauren Fowler          |          | Militant du parti travailliste                                        | ❌  |
| 7  | Duncan Shaw Thomas Enright |          | Membre du Oxfordshire County Council                                  | ❌  |
| 8  | Lubna Aiysha Arshad        |          | Membre du Oxford City Council                                         | ❌  |
| 9  | Simon Guy Burgess          |          | Ancien Candidat potentiel au Parlement pour Brighton Kemptown en 2010 | ❌  |
| 10 | Rachael Eowyn Ward         |          | Militant de Momentum                                                  | ❌  |

## Green Party of England and Wales
Le Green Party of England and Wales a présenté des candidats dans toutes les circonscriptions d'Angleterre et du pays de Galles.

### East Midlands
| # | Candidat             | Notes                                                          | Élu |
| - | -------------------- | -------------------------------------------------------------- | --- |
| 1 | Kat Boettge          | Candidat du Green Party pour Broxtowe Borough Council en 2019. | ❌  |
| 2 | Gerhard Lohmann-Bond |                                                                | ❌  |
| 3 | Liam McClelland      |                                                                | ❌  |
| 4 | Daniel Wimberley     |                                                                | ❌  |
| 5 | Simon Tooke          |                                                                | ❌  |

### Angleterre de l'Est
| # | Candidat            | Candidat | Notes                                                                                               | Élu |
| - | ------------------- | -------- | --------------------------------------------------------------------------------------------------- | --- |
| 1 | Catherine Rowett    | framless | Professeur de philosophie à l'Université d'East Anglia.                                             | ✔️  |
| 2 | Rupert Read         | framless | | ❌  |
| 3 | Martin Schmierer    |          | | ❌  |
| 4 | Fiona Radic         |          | | ❌  |
| 5 | Paul Jeater         |          | Conseiller paroissial et ancien candidat pour Braintree (en 2015) et Brentwood and Ongar (en 2017). | ❌  |
| 6 | Pallavi Devulapalli |          | Médecin généraliste.                                                                                | ❌  |
| 7 | Jeremy Caddick      |          | Doyen de l'Emmanuel College, Cambridge,.                                                            | ❌  |

### Londres
| # | Candidat            | Candidat | Notes                                                     | Élu |
| - | ------------------- | -------- | --------------------------------------------------------- | --- |
| 1 | Scott Ainslie       | framless | Membre du Lambeth Council.                                | ✔️  |
| 2 | Gulnar Hasnain      |          |                                                           | ❌  |
| 3 | Shahrar Ali         | framless | Ancien leader adjoint du Green Party de England and Wales | ❌  |
| 4 | Rachel Collinson    |          |                                                           | ❌  |
| 5 | Eleanor Margolies   |          | Academic                                                  | ❌  |
| 6 | Remco van der Stoep |          |                                                           | ❌  |
| 7 | Kirsten de Keyser   |          |                                                           | ❌  |
| 8 | Peter Underwood     |          |                                                           | ❌  |

### Angleterre du Nord-Est
| # | Candidat            | Notes | Élu |
| - | ------------------- | --- | --- |
| 1 | Rachel Featherstone | Professeur d'université à Teesside University,.                                                          | ❌  |
| 2 | Jonathan Elmer      | Conseiller et candidat parlementaire potentiel du Green Party pour City of Durham en 2015, 2017 et 2019. | ❌  |
| 3 | Dawn Furness        | Cinéaste et candidat parlementaire potentiel du Green Party pour Blyth Valley en 2015 et 2017.           | ❌  |

### Angleterre du Nord-ouest
| # | Candidat          | Candidat | Notes                                                                                            | Élu |
| - | ----------------- | -------- | ------------------------------------------------------------------------------------------------ | --- |
| 1 | Gina Dowding      | framless | Membre du Lancashire County Council depuis 2013 et membre du Lancaster City Council depuis 2019. | ✔️  |
| 2 | Wendy Olsen       |          |                                                                                                  | ❌  |
| 3 | Jessica Northey   |          |                                                                                                  | ❌  |
| 4 | Geraldine Coggins |          |                                                                                                  | ❌  |
| 5 | Rosie Mills       |          |                                                                                                  | ❌  |
| 6 | Astrid Johnson    |          |                                                                                                  | ❌  |
| 7 | Daniel Jerrome    |          |                                                                                                  | ❌  |
| 8 | James Booth       |          |                                                                                                  | ❌  |

### Angleterre du Sud-est
| #  | Candidat               | Candidat | Notes | Élu |
| -- | ---------------------- | -------- | --- | --- |
| 1  | Alexandra Phillips     | framless | Candidat vert pour Brighton Kemptown en 2019. Candidat de la liste verte pour le sud-est de l'Angleterre en 2014, candidat au poste de leader adjoint du GPEW en 2012. | ✔️  |
| 2  | Elise Benjamin         |          | | ❌  |
| 3  | Vix Lowthion           |          | | ❌  |
| 4  | Leslie Groves Williams |          | | ❌  |
| 5  | Phelim Mac Cafferty    |          | | ❌  |
| 6  | Jan Doerfel            |          | | ❌  |
| 7  | Larry Sanders          | framless | Ancien porte-parole de la santé et des affaires sociales du Green Party of England and Wales. Frère aîné de Bernie Sanders.                                            | ❌  |
| 8  | Isabella Moir          |          | | ❌  |
| 9  | Oliver Sykes           |          | | ❌  |
| 10 | Jonathan Essex         |          | | ❌  |

### Angleterre du Sud-ouest
| # | Candidat         | Candidat | Notes                                                                                          | Élu |
| - | ---------------- | -------- | ---------------------------------------------------------------------------------------------- | --- |
| 1 | Molly Scott Cato | framless | Économiste et universitaire, candidat vert pour Bristol West en 2017. MEP sortant depuis 2014. | ✔️  |
| 2 | Cleo Lake        |          |                                                                                                | ❌  |
| 3 | Carla Denyer     | framless | Membre du conseil municipal de Bristol, future Leader du Green Party of England and Wales      | ❌  |
| 4 | Tom Scott        |          |                                                                                                | ❌  |
| 5 | Martin Dimery    |          |                                                                                                | ❌  |
| 6 | Karen La Borde   |          |                                                                                                | ❌  |

### Pays de Galles
| # | Candidat          | Notes                           | Élu |
| - | ----------------- | ------------------------------- | --- |
| 1 | Anthony Slaughter | Leader du Wales Green Party.    | ❌  |
| 2 | Ian Chandler      |                                 | ❌  |
| 3 | Ceri Davies       |                                 | ❌  |
| 4 | Duncan Rees       | Co-leader du Wales Green Party. | ❌  |

## Scottish National Party
Le Scottish National Party présentait 6 candidats pour tous les sièges en Écosse.
| # | Candidat          | Candidat | Occupation | Élu                                                                               |
| - | ----------------- | -------- | --- | --------------------------------------------------------------------------------- |
| 1 | Alyn Edward Smith |          | MEP sortant depuis 2004 | Jusqu'à la démission après l'élection aux Élections générales de 2019             |
| 2 | Christian Allard  |          | MSP pour North East Scotland depuis 2013                                                                                             | ✔️                                                                                |
| 3 | Aileen McLeod     |          | MSP pour South Scotland de 2011 à 2016 Ministre de l'environnement, du changement climatique et de la réforme agraire de 2014 à 2016 | ✔️                                                                                |
| 4 | Margaret Ferrier  |          | Ancien MP pour Rutherglen and Hamilton West 2015 à 2017                                                                              | n'a pas été coopté comme élu lors des élections générales de 2019                 |
| 5 | Heather Anderson  |          | Membre du Scottish Borders Council depuis 2017                                                                                       | Pas élu dans l'immédiat siège au Parlement européen en remplacement de Alyn Smith |
| 6 | Alex Kerr         |          | étudiant à l'université | ❌                                                                                |

## Change UK
Le parti a annoncé le 23 avril qu'il présenterait une liste complète de candidats en Grande-Bretagne pour les élections au Parlement européen, dont Ashworth, l'écrivaine Rachel Johnson (sœur des MPs conservateurs Jo et Boris Johnson) ; l'ancien journaliste de la BBC Gavin Esler ; anciens MPs conservateurs Stephen Dorrell et Neil Carmichael ; l'ancienne MEP travailliste Carole Tongue ; les anciens parlementaires travaillistes Roger Casale et Jon Owen Jones ; l'ancienne MEP libérale démocrate Diana Wallis et l'ancien vice-Premier ministre de Pologne Jacek Rostowski. Aucun des candidats de Change UK n'a remporté de siège.

### Londres
| # | Candidat         | Candidat | Occupation | Élu |
| - | ---------------- | -------- | --- | --- |
| 1 | Gavin Esler      |          | journaliste, présentateur de télévision et auteur. Ancien présentateur de l'émission phare d'analyse politique de BBC Two Newsnight | ❌  |
| 2 | Jacek Rostowski  |          | Ancien Minister des Finances et Vice-Premier Ministre de Pologne                                                                    | ❌  |
| 3 | Carole Tongue    |          | Ancien MEP Travailliste pour London East et ancien leader adjoint du Parti travailliste au Parlement européen                       | ❌  |
| 4 | Annabel Mullin   |          | Consultant associé au Renew Party                                                                                                   | ❌  |
| 5 | Karen Newman     |          | Vice-président du Judaïsme libéral                                                                                                  | ❌  |
| 6 | Nora Mulready    |          | PDG de Charity | ❌  |
| 7 | Jessica Simor    |          | Avocat | ❌  |
| 8 | Haseeb Ur-Rehman |          | Avocat associé au Renew Party | ❌  |